# Epidermide (botanica)

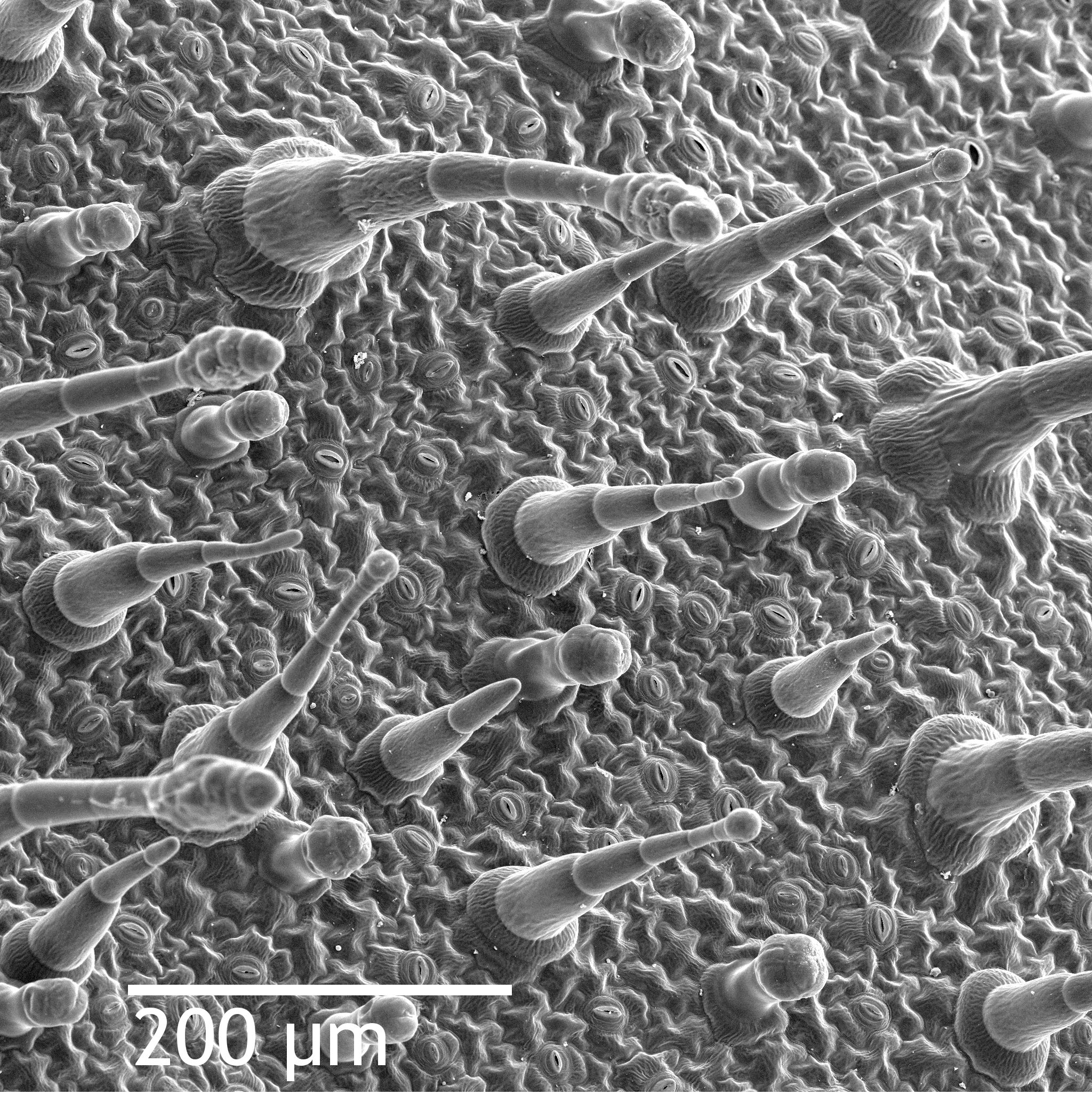
Vista al SEM della superficie superiore di una foglia di Nicotiana alata che mostra la superficie dell'epidermide, dei tricomi e degli stomi.

L'epidermide vegetale è un tessuto vegetale che fa parte insieme a rizoderma, esoderma, endoderma e periderma del "sistema tegumentale" .  Ricopre le parti aeree nella struttura primaria (non legnosa) delle piante.  Nelle piante erbacee rappresenta l'unico tipo di tegumento; nelle piante legnose può essere successivamente sostituito dal periderma (insieme di tessuti che definisce la scorza). Questo tessuto svolge funzione di protezione rispetto all'ambiente esterno.

## Struttura
L'epidermide è composta principalmente da cellule vive posizionate a stretto contatto le une alle altre (non ci sono spazi intercellulari), e di norma disposte in un unico strato. Queste cellule sono definite cellule epidermiche ordinarie. Alcune piante che vivono in ambienti aridi (es. l'oleandro, Ficus elastica, Peperomia) possono avere epidermidi pluristratificate. Le sue cellule sono caratterizzate da assenza di cloroplasti e da un grande vacuolo anche con pigmenti (es. antociani, flavoni). 
È un tessuto denominato tessuto complesso perché è formato da due gruppi di tipi cellulari: cellule epidermiche ordinarie e annessi all'epidermide o cellule a funzione speciale (stomi, peli, cellule bulliformi, cistoliti).
Le cellule epidermiche ordinarie sono prive di cloroplasti, risultando trasparenti per permettere la penetrazione della luce all'interno del parenchima clorofilliano specializzato per la fotosintesi. 
Le cellule epidermiche sono strettamente collegate tra loro e forniscono resistenza meccanica e protezione alla pianta. Le pareti delle cellule epidermiche sono ricoperte da una cuticola che riduce la perdita di acqua nell'atmosfera e protegge la pianta dalla luce solare intensa e dagli attacchi dei patogeni. 

## Funzioni dell'epidermide
L'epidermide svolge diverse funzioni
- protezione contro la perdita di acqua, ovvero controlla la perdita d'acqua per evaporazione, grazie ad un rivestimento impermeabile chiamato cuticola.
- protezione contro altri fattori abiotici (radiazioni UV,  radiazioni nel visibile troppo intense ecc)
- protezione contro fattori biotici (ingresso di patogeni batterici, fungini....)
- funzioni di relazione (colorata per messaggi vessilliferi e per disseminazione di frutti)
- funzioni di assorbimento (acqua e sali minerali es. concimazioni fogliari; danni da piogge acide...)

Per svolgere queste molteplici funzioni l'epidermide mostra un notevole polimorfismo ed eterogeneità ed è formato da diverse tipologie cellulari.